# Harpalejeunea marginalis
Harpalejeunea marginalis là một loài Rêu trong họ Lejeuneaceae. Loài này được (Hook. f. & Taylor) Stephani mô tả khoa học đầu tiên năm 1913.